# 徐学义
徐学义（1966年9月—），男，汉族，山西万荣人，中华人民共和国地质学家、政治人物，曾任中国地质调查局副局长。

## 生平
1984年至1988年，在北京大学岩矿及地球化学专业本科学习，获学士学位。1988年至1991年，在中国地质科学院研究生部岩石学专业研究生学习，获硕士学位。1995年至1998年，在中国地质科学院研究生部矿物学、岩石学、矿床学专业研究生学习，获博士学位。
1991年7月进入地质矿产部西安地质矿产研究所工作，历任海相火山岩成矿作用研究中心副主任，地质调查部副主任、主任，所长助理、总工程师办公室主任，总工程师，所长等职。2016年5月30日，任中国地质调查局总工程师室主任。2019年7月，任中国自然资源航空物探遥感中心主任、党委副书记。2019年9月至2020年1月，在中共中央党校第47期中青年干部培训班学习。2021年11月，当选北京市海淀区第十七届人民代表大会代表。
2022年12月28日，任中国地质调查局副局长。

## 社会兼职
- 北京市海淀区第十七届人民代表大会代表（2021年11月－）
- 中国地球物理学会第十一届理事会副理事长（2022年12月－）